# Дендропотамос
Дендропотамос или Агиос Нектариос (на гръцки: Δενδροπόταμος, Άγιος Νεκτάριος) е името на западен квартал на град Солун, Гърция. Кварталът има предимно циганско население.

## Описание
Дендропотамос се намира в западната част на Солун и принадлежи към Менемени, част от дем Амбелокипи-Менемени. Той носи името си от пороя Дендропотамос, който е източна граница на квартала. На запад граничи със селските райони на Менемени. На север стига до „Монастири“ от височината на Трия Гефира до Елевтерио-Корделио. На юг граничи с националния път Солун-Атина.
Първите къщи на селището са построени в 1950 година от цигани християни, повечето от тях бежанци от Турция, пристигнали в Гърция в 1923 година при размяната на население, предписана от Лозанския договор. До Втората световна война те живят в различни райони на Солун - Менемени, Пилеа, Тумба, като след войната купуват парцели в Дендропотамос. В 1952 година в района се заселват и нецигани. По-късно в квартала се заселвати катунари цигани мюсюлмани.
Районът страда от наводнения и липсата на питейна вода и електричество. В 1958 година в селището е построена първата църква „Успение Богородично“. В 1974 година е построено първото училище, в което все още се помещават гимназията, лицеят и двете основни училища. В 1985 година започва работа детска градина, ясли и спортен център. Голяма църква „Свети Нектарий“ доминира над селището и входа на града.
Към началото на XXI век в Дендропотамос живеят около 3000 жители, от които 2500 са цигани. Социалните проблеми в квартала са безработицата, бедността, липсата на медицински грижи, неходенето на училище и  трафикът на наркотици.